# Josef Vychodil
Josef Vychodil (14. prosince 1845 Topolany – 15. června 1913 Topolany) byl český politik, poslanec Moravského zemského sněmu a Říšské rady.

## Biografie
Roku 1885 se uvádí jako předseda selského spolku. Kandidoval tehdy neúspěšně v obvodu Kroměříž, Zdounky, Přerov, Kojetín, Prostějov, Plumlov. Od roku 1869 byl starostou obce Topolany.
Politicky byl orientován jako mladočech, respektive člen Lidové strany na Moravě, která byla moravským křídlem mladočeského hnutí, mezi jejíž zakladatele patřil. Lidová strana na Moravě vznikla oficiálně roku 1894 a Vychodil byl jedním ze dvou jejích místopředsedů (dalším byl Josef Tuček), zatímco předsedou se stal Adolf Stránský. Všichni tři byli v této době kooptováni do celočeského vedení strany. V rámci mladočeské strany na Moravě představoval její selské křídlo. Předsedal zájmovým a stavovským organizacím, nejprve Českomoravskému spolku selskému pro Moravu v Olomouci založenému roku 1883, později od roku 1890 nástupnické Ústřední rolnické jednotě pro Moravu v Olomouci a Selské jednotě pro Moravu. Selské křídlo mladočeské strany ovšem v 90. letech vykazovalo některé odlišné názory na politické otázky. Například odmítalo všeobecné volební právo. Ve straně to vyvolávalo pnutí a tendence k odtržení selských aktivistů do samostatné politické strany, které ustaly až v roce 1895, kdy Vychodil získal mandát v Říšské radě.
Byl poslancem Moravského zemského sněmu. V roce 1895 se stal i poslancem Říšské rady (celostátní zákonodárný sbor), kde zastupoval kurii venkovských obcí, obvod Kroměříž, Přerov atd. Nastoupil 9. července 1895 místo Josefa Hocha. Mandát obhájil za týž okrsek ve volbách do Říšské rady roku 1897 a volbách do Říšské rady roku 1901. Ve vídeňském parlamentu setrval do konce funkčního období sněmovny, tedy do roku 1907.